# Драганья, Дуе
Дуе Драганья (хорв. Duje Draganja; 27 февраля 1983, Сплит, Хорватия) — хорватский пловец, серебряный призёр Олимпийских игр 2004 года 2004 года и чемпионата мира 2005 года на дистанции 50 метров вольным стилем, двукратный чемпион мира на короткой воде, чемпион Европы на короткой воде.

## Карьера
Первый крупный успех к Драганье пришёл в 2000 году на чемпионате Европы на короткой воде, где он выиграл бронзовую медаль на дистанции 4×50 м в комбинированной эстафете. На следующий год на чемпионате Европы по на короткой воде хорват завоевал бронзовую медаль на дистанции 100 м вольным стилем.
В 2002 году на чемпионате Европы занял третье место на соревнованиях 100 м свободным стилем.
На вторых в карьере Олимпийских играх, проходивших в 2004 году в Афинах Драганья показал время 21,94 и завоевал серебряную медаль, уступив американцу Гэри Холлу-младшему всего лишь одну сотую секунды на дистанции 50 м свободным стилем. На чемпионате мира на короткой воде в декабре того же года на дистанции 50 м баттерфляем спортсмен финишировал третьим.
В 2005 году на чемпионате мира в Монреале хорват завоевал серебряную медаль в своей излюбленной дисциплине - 50 м вольным стилем.
В 2006 году спортсмен стал чемпионом мира на короткой воде, показав лучшее время на дистанции 50 м свободным стилем, а также на чемпионате Европы завоевал серебряную (50 м баттерфляем) и бронзовую медали (50 м свободным стилем).
На чемпионате Европы на короткой воде в 2007 году в Дебрецене Драганья показал второе время на дистанции 50 м свободным стилем.
В 2008 году на чемпионате мира на короткой воде в Манчестере  спортсмен во второй раз в своей карьере стал чемпионом в дисциплине 50 м вольным стилем, а дистанции 100 м он завоевал бронзовую медаль. На чемпионате Европы 2008 года в голландском Эйндховене Драганья завоевал ещё две серебряные медали (50 м свободным стилем, эстафета 4×100 м комбированная). На Олимпийских играх 2008 года в Пекине хорват выступил неудачно. Лишь на одной из трех дистанций, в которых он участвовал, хорват замкнул десятку сильнейших. А с чемпионата Европы на короткой воде он увез бронзовую медаль с своей любоимой дисциплине.
Чемпионат Европы-2009 на короткой воде принес спортсмену три медали: золото - 100 м комбинированным стилем, и два серебра - 50 м свободным стилем и аналогичная дистанция в составе хорватской эстафеты.

## Личные рекорды
Короткая вода
| Дисциплина          | Время | Дата            | Место    |
| ------------------- | ----- | --------------- | -------- |
| 50 м вольный стиль  | 20,70 | 10 декабря 2009 | Стамбул  |
| 100 м вольный стиль | 46,64 | март 2004       | -        |
| 50 м баттерфляй     | 51,19 | 13 декабря 2007 | Дебрецен |
| 100 м баттерфляй    | 52,46 | 13 декабря 2009 | Стамбул  |

Длинная вода
| Дисциплина          | Время | Дата            | Место |
| ------------------- | ----- | --------------- | ----- |
| 50 м вольный стиль  | 21,29 | 31 июля 2009    | Рим   |
| 100 м вольный стиль | 48,18 | 29 июля 2009    | Рим   |
| 50 м баттерфляй     | 23,03 | 26 июля 2009    | Рим   |
| 100 м баттерфляй    | 52,46 | 20 августа 2004 | Афины |